# Anundsjömålet
Anundsjömålet är en norrländsk dialekt som talas i Anundsjö socken som ligger i Örnsköldsviks kommuns inland. Den är del av de ångermanländska mål som omfattar större delen av Ångermanland samt Åsele lappmark.
Äldre människor som vuxit upp i Anundsjö är numera den grupp som talar "rent" Anundsjömål. Boende i Anundsjö talar Anundsjömål men med allt fler ord anpassade efter rikssvenskan. Anundsjömålet håller på att dö ut i takt med att den yngre befolkningen i socknen börjar anpassa sig efter det rikssvenska talesättet. De äldre i området talar dock fortfarande fullt utpräglat Anundsjömål.
Det som skiljer Anundsjömålet mot andra dialekter runt om i Örnsköldsviks kommun är att det fortfarande talas väldigt utpräglat och skiljer sig avsevärt från hur folk idag talar inom Örnsköldsviks tätort. 

## Exempel på meningar som förekommer i Anundsjö
- Hede borda anörja – Ur spår
- Ihllt för å jå – Svårt att andas
- N'dann göbben – Den där gubben
- N'hann spärschken ä sävelett – Den här sparken är långsam
- Hannä jett vi göre en gang dell – Det här måste vi göra en gång till
- Dannä geck bra – Det där gick bra
- Oppa böttn – På övervåningen, vinden
- Pa huse – Är på toaletten
- Hörje bånner, vörnt bäges – Hörni barn, sluta bråka

## Exempel på ord från Anundsjömålet
- Aage – Avig
- Akshern – Axlarna
- Angerst – Ångerfull
- Anvar – Varannan
- Aschelä – Baken
- Aunnälet – Underligt
- Beeg – Tjurig (dock inte riktigt samma betydelse som bänn nedan)
- Bån/Bånner – Barn
- Bånet – Gravid
- Bäa – naken
- Bäges – bråka (vanligen om barn)
- Bänn – Tjurig
- Bärna – Benen
- Böllerätt – Bullrig
- Böttn – Vinden
- Dompä – Bulta
- Drangälätt – Slemliknande
- Dynga på brö – kraftuttryck för något riktigt dåligt/illa
- Därjnål – (ett) barr
- Elava – Tillsammans
- Ers du? – Kan du?
- Evläss (Ävles) – Anstränger sig
- Flatterdynga – Lös avföring
- Frörn – spröd/skör
- Fyränfot – Gå på alla fyra
- Gå däan – Gå därifrån
- Gå häan – Gå härifrån
- Gauet – Fjantig
- Gnaura – Knarra
- Grellärätt – Brokigt
- Gärkär(l) – Vuxen karl
- Hal – Hård
- Häarnå – Hädanefter
- Häl – Halkig
- Häre roärn – I vrån
- Hörrväl – Stor, enorm
- Ikårn – Ekorre
- Jaule – Grät
- Jart dell – Hjälpt till
- Karduss – Tobak
- Kickelallern – Brösten
- Kjalä – Mjölet
- Kjöjes – Nära att spy
- Knausn – Höjden
- Kulle sig – klippa sig
- Kräk – Kreatur (kor, kvigor etc.)
- Kåset – Trög(tänkt)/korkad
- Kôke – Ropa högt
- Kökse – Kika (titta lite i smyg)
- Lommer – Klant (om person)
- Lömmen – Träningsvärk
- Laua (Verb) – Eka
- Lees – längta
- Måärn – Månen, månaden
- Magfarä – Magsjuka
- Mauntaschern – Mustasch
- Mjurna – mjäla (en slags jordart)
- Nåkkt – Dåligt
- Naua – Spiken då den kröks på baksidan brädan
- Ofälig – Halt, skadad
- Ola – Orden
- Pållyfåta – Fotografera sig
- Pekkä – Peta
- Pä(r)ninga – pengarna
- Rykas – en hög av något med oreda
- Rå int vä – orkar inte
- Särn – Så
- Sörspä – Sörpla, dricka kaffe på fat
- Saubba – Trycka
- Sautter – Söla på
- Sekasamt – Långtråkigt
- Skärschphjorn – Timmeroxe, skalbagge
- Skaute pa – framskutet
- Täje tåse – Tagit av sig
- Tepä – Stå på tå
- Tjåmes – Grimasera
- Urä – yrväder
- Uttaföre – Utanför
- Vä fars – Vi följs åt
- Va nars – Var nånstans
- Vantä (vantä dä ja sa) – Var det inte?
- Åtönneröm – Förvånad
- Åge – Avig
- Ärs du is – Om du orkar
- Ällerern – De äldre
- Ävles – arbeta idogt
- Ättverä – Medvind
- Öllera – Al (träd)
- Ömmest – Olika, blandning

Det förekommer dialektala skillnader inom Anundsjö där nästan varje hushåll har sitt eget dialektala sätt att uttrycka sig på. Exempel på väldigt lokala ord är; Anjern (från Hädanberg) som betyder "skidor" och Kölleret (Ä du rakt kölleret?) som betyder "Lite smådum" som talas i Myckelgensjö.